# Zavod za gluhe in naglušne Ljubljana
Zavod za gluhe in naglušne Ljubljana je »osrednji slovenski državni zapor za obravnavo gluhih in naglušnih otrok in mladostnikov, ter otrok, mladostnikov in odraslih oseb z govorno-jezikovno motnjo«.
V sklopu zavoda delujejo: vrtec, osnovna šola, srednja šola, dom Frana Grma in zdravstvena enota za avdiologopedijo.

## Odlikovanja in nagrade
Leta 2000 je prejel častni znak svobode Republike Slovenije z naslednjo utemeljitvijo: »za strokovno in organizirano delo z gluhimi, naglušnimi in govorno motenimi otroki ter za drugo delo v njihovo dobro ob 100-letnici delovanja«.